# Troglohyphantes cantabricus
Troglohyphantes cantabricus este o specie de păianjeni din genul Troglohyphantes, familia Linyphiidae. A fost descrisă pentru prima dată de Simon, 1911.
Este endemică în Spania. Conform Catalogue of Life specia Troglohyphantes cantabricus nu are subspecii cunoscute.